# Liste der Biografien/Hale
Liste der Biografien |
Portal Biografien |
Personensuche
# |
A |
B |
C |
D |
E |
F |
G |
H |
I |
J |
K |
L |
M |
N |
O |
P |
Q |
R |
S |
T |
U |
V |
W |
X |
Y |
Z |
?
 
Ha |
Hd |
He |
Hi |
Hj |
Hk |
Hl |
Hm |
Hn |
Ho |
Hr |
Hs |
Ht |
Hu |
Hv |
Hw |
Hy
 
Haa |
Hab |
Hac |
Had |
Hae–Haf |
Hag |
Hah |
Hai |
Haj |
Hak |
Hal |
Ham |
Han |
Hao |
Hap |
Haq |
Har |
Has |
Hat |
Hau |
Hav |
Haw |
Hax |
Hay |
Haz
 
Hala |
Halb |
Halc |
Hald |
Hale |
Half |
Halg |
Halh |
Hali |
Halj |
Halk |
Hall |
Halm |
Halo |
Halp |
Hals |
Halt |
Halu |
Halv |
Halw |
Haly |
Halz
Die Liste der Biografien führt alle Personen auf, die in der deutschsprachigen Wikipedia einen Artikel haben. Dieses ist eine Teilliste mit 163 Einträgen von Personen, deren Namen mit den Buchstaben „Hale“ beginnt.

## Hale
- Hale, Aaron (* 1994), kanadischer Schauspieler
- Hale, Alan (* 1958), US-amerikanischer Astronom
- Hale, Alan junior (1921–1990), amerikanischer Schauspieler
- Hale, Alan senior (1892–1950), US-amerikanischer Schauspieler und RegisseurAlan Hale senior (1892–1950)

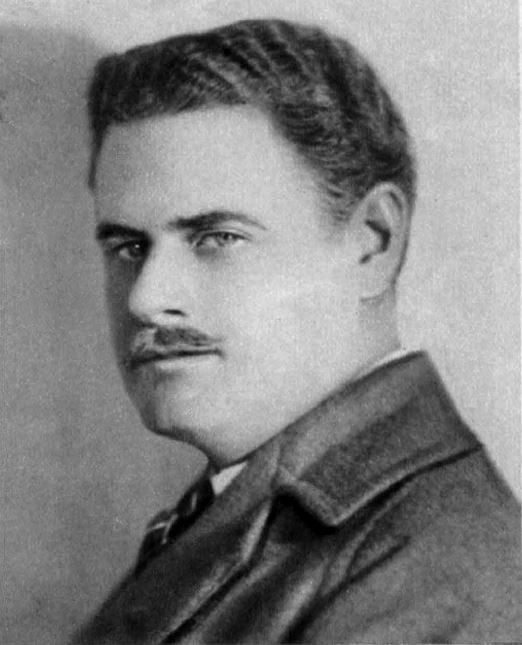
Alan Hale senior (1892–1950)

- Hale, Amanda (* 1982), britische Schauspielerin
- Hale, Artemas (1783–1882), US-amerikanischer Politiker
- Hale, Barbara (1922–2017), US-amerikanische Schauspielerin
- Hale, Bill (1922–2011), US-amerikanischer Schauspieler
- Hale, Bob (1945–2017), britischer Philosoph
- Hale, Brenda, Baroness Hale of Richmond (* 1945), britische Rechtswissenschaftlerin, Barristerin und Richterin des Supreme Court of the United Kingdom
- Hale, Caitlin (* 1991), US-amerikanische Filmschauspielerin, Sängerin und Schriftstellerin
- Hale, Corky (* 1936), US-amerikanische Jazzmusikerin und Musiktheater-Produzentin
- Hale, Creighton (1882–1965), irisch-amerikanischer Film- und Theaterschauspieler
- Hale, Daniel († 1821), US-amerikanischer Politiker
- Hale, David (* 1961), amerikanischer Karriere-Diplomat, amtierender Under Secretary of State for Political Affairs
- Hale, David (* 1981), US-amerikanischer Eishockeyspieler
- Hale, Donna, US-amerikanische Kriminologin
- Hale, Dorothy (1905–1938), US-amerikanische Schauspielerin
- Hale, Edward Everett (1822–1909), US-amerikanischer Schriftsteller und Prediger
- Hale, Ellen Day (1855–1940), US-amerikanische Malerin und Grafikerin
- Hale, Eugene (1836–1918), US-amerikanischer Politiker
- Hale, Fletcher (1883–1931), US-amerikanischer Politiker
- Hale, Franklin D. (1854–1940), US-amerikanischer Diplomat, Anwalt und Politiker, State Auditor von Vermont
- Hale, Frederick (1874–1963), US-amerikanischer Politiker
- Hale, Gardner (1894–1931), US-amerikanischer Maler
- Hale, Gareth (* 1953), britischer Schauspieler, Komiker und Drehbuchautor
- Hale, George Ellery (1868–1938), US-amerikanischer Astronom
- Hale, Georgia (1900–1985), US-amerikanische SchauspielerinGeorgia Hale (1900–1985)

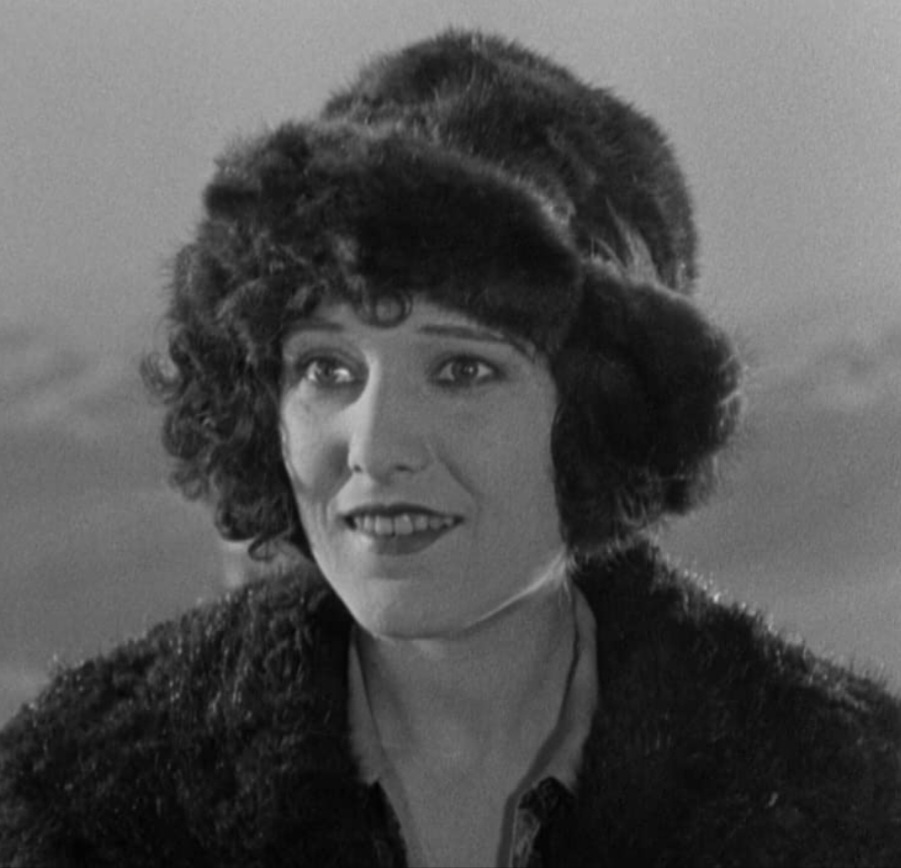
Georgia Hale (1900–1985)

- Hale, Gregg (* 1966), US-amerikanischer Filmproduzent
- Hale, Harry C. (1861–1946), Generalmajor der US Army
- Hale, Horatio (1817–1896), US-amerikanisch-kanadischer Jurist, Ethnologe und Linguist
- Hale, Horstmar (1937–2008), deutscher Politiker (SPD), MdA
- Hale, Jack K. (1928–2009), US-amerikanischer Mathematiker
- Hale, James Tracy (1810–1865), US-amerikanischer Politiker
- Hale, Janice († 2015), britische Snooker-Sachbuchautorin und -journalistin
- Hale, Jayson (* 1985), US-amerikanischer Snowboarder
- Hale, Jean (1938–2021), US-amerikanische Schauspielerin
- Hale, Jennifer (* 1972), US-amerikanische Schauspielerin und Synchronsprecherin für Computerspiele und Animationsfilme
- Hale, Joe (1925–2025), US-amerikanischer Layout-Künstler für Animation
- Hale, John (* 1926), britischer Drehbuchautor und Schauspieler
- Hale, John Blackwell (1831–1905), US-amerikanischer Politiker
- Hale, John P. (1806–1873), US-amerikanischer Jurist und Politiker
- Hale, John Rigby (1923–1999), britischer Neuzeithistoriker
- Hale, Jonathan (1891–1966), kanadischer Filmschauspieler
- Hale, Leslie, Baron Hale (1902–1985), britischer Politiker, Mitglied des House of Commons
- Hale, Lilian Westcott (1880–1963), US-amerikanische Malerin des Impressionismus
- Hale, Louise Closser (1872–1933), US-amerikanische Theater- und Filmschauspielerin sowie Dramatikerin und Autorin
- Hale, Lucy (* 1989), US-amerikanische Schauspielerin und SängerinLucy Hale (* 1989)

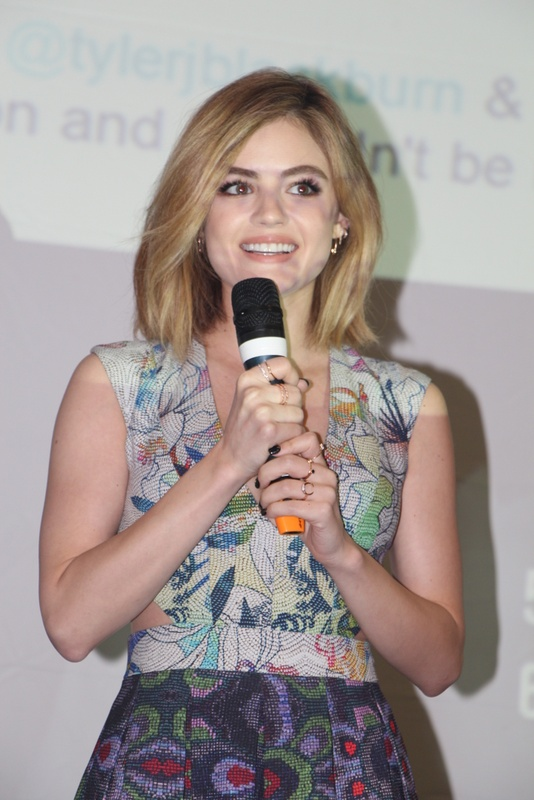
Lucy Hale (* 1989)

- Hale, Lzzy (* 1983), US-amerikanische Sängerin und GitarristinLzzy Hale (* 1983)

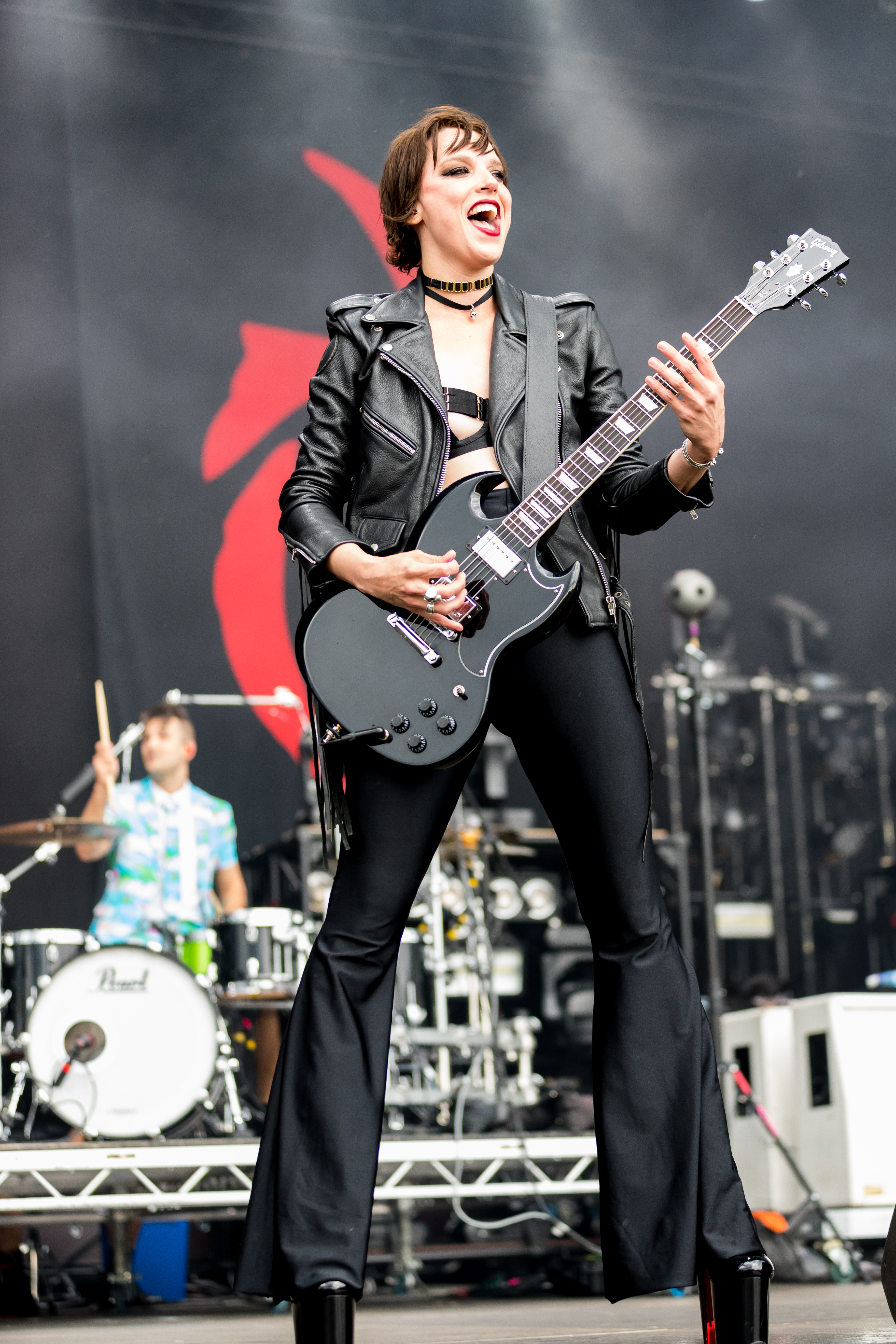
Lzzy Hale (* 1983)

- Hale, Mamie Odessa (1910–1979), US-amerikanische Krankenschwester und Hebamme
- Hale, Mason (1928–1990), US-amerikanischer Botaniker
- Hale, Matthew (1609–1676), englischer Jurist und Politiker
- Hale, Nathan (1755–1776), US-amerikanischer Offizier und Lehrer und einer der historischen Helden der USA
- Hale, Nathan W. (1860–1941), US-amerikanischer Politiker
- Hale, Oron J. (1902–1991), US-amerikanischer Historiker
- Hale, Philip (1854–1934), US-amerikanischer Organist und Musikkritiker
- Hale, Philip Leslie (1865–1931), amerikanischer Maler, Kunstkritiker, Kunstbuchautor und Lehrer
- Hale, Richard (1892–1981), US-amerikanischer Opernsänger (Bariton) und Schauspieler
- Hale, Robert (1889–1976), US-amerikanischer Politiker
- Hale, Robert (1933–2023), US-amerikanischer Opernsänger (Bassbariton)
- Hale, Robert Beverly (1901–1985), US-amerikanischer Künstler, Kurator und Kunstdozent
- Hale, Robert S. (1822–1881), US-amerikanischer Jurist und Politiker
- Hale, Ruth (1887–1934), US-amerikanische Journalistin und Frauenrechtlerin
- Hale, Salma (1787–1866), US-amerikanischer Politiker
- Hale, Samuel W. (1823–1891), US-amerikanischer Politiker und Gouverneur des Bundesstaates New Hampshire (1883–1885)
- Hale, Sarah Josepha (1788–1879), US-amerikanische Schriftstellerin, Aktivistin und Chefredakteurin
- Hale, Simon (* 1964), britischer Komponist, Arrangeur und Keyboarder
- Hale, Stephen Fowler (1816–1862), amerikanischer Politiker
- Hale, Teddy (1864–1911), britischer Radsportler
- Hale, Tony (* 1970), US-amerikanischer SchauspielerTony Hale (* 1970)

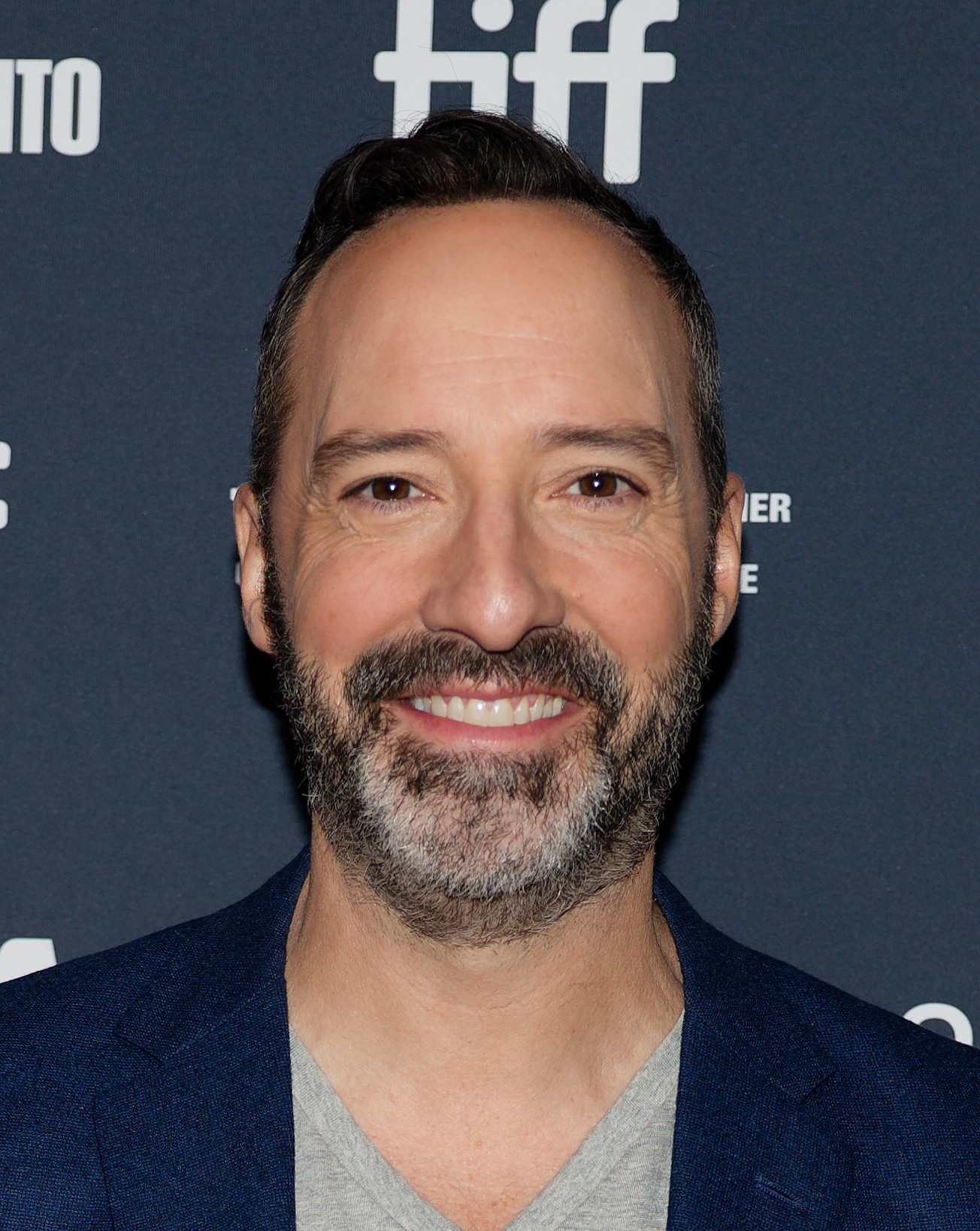
Tony Hale (* 1970)

- Hale, Wayne (* 1954), stellvertretender Manager des Space-Shuttle-Programms der NASA
- Hale, Wendy (* 1987), salomonische Gewichtheberin
- Hale, William (1765–1848), US-amerikanischer Politiker
- Hale, William (1797–1870), britischer Erfinder und Unternehmer
- Hale, William (1837–1885), US-amerikanischer Politiker (Republikanische Partei)
- Hale, William (1931–2020), US-amerikanischer Film- und Fernsehregisseur
- Hale, William Gardner (1849–1928), US-amerikanischer Klassischer Philologe
- Hale, William Jay (1876–1955), US-amerikanischer Chemiker
- Hale, William King (1874–1962), US-amerikanischer Lokalpolitiker, Viehzüchter und Mörder

### Haleb
- Halebian, Alexios (* 1994), US-amerikanischer Tennisspieler

### Halec
- Halecki, Oskar (1891–1973), polnischer Historiker

### Halee
- Haleem, Moomina, maledivische Politikerin

### Halef
- Halef Pitbull (* 1994), brasilianischer Fußballspieler
- Halefoğlu, Vahit Melih (1919–2017), türkischer Diplomat und Politiker

### Halei
- Halein, Josefina (1904–1990), deutsche Politikerin (KPD), MdL

### Halek
- Hálek, Vítězslav (1835–1874), tschechischer Schriftsteller, Dramaturg und Journalist

### Halem
- Halem ’Imana, Barnabas (1929–2016), ugandischer Geistlicher, römisch-katholischer Bischof von Kabale
- Halem, Bernhard Jacob Friedrich von (1769–1823), preußischer und französischer Beamter und Übersetzer
- Halem, Friedrich Wilhelm von (1762–1835), Medizinalrat in Aurich und (Mit-)Begründer des Seebades Norderney
- Halem, Gerhard Anton von (1752–1819), deutscher Schriftsteller, Jurist und Verwaltungsbeamter
- Halem, Gustav Adolf von (1870–1932), deutscher Landrat, Hofmarschall und Politiker, MdR
- Halem, Gustav Adolph von (1899–1999), deutscher Diplomat und FilmkaufmannGustav Adolph von Halem (1899–1999)

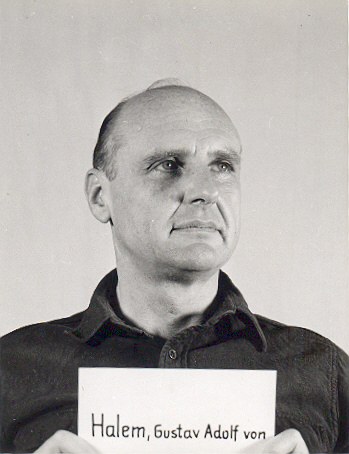
Gustav Adolph von Halem (1899–1999)

- Halem, Ludwig von (1758–1839), deutscher Hofrat und Bibliothekar
- Halem, Marie Luise von (* 1962), deutsche Politikerin (Bündnis 90/Die Grünen), MdL
- Halem, Nikolaus Christoph von (1905–1944), deutscher Widerstandskämpfer, Gegner und Opfer des Nationalsozialismus
- Halem, Otto von (1867–1940), deutscher Verleger und Buchhändler
- Halem, Victor von (1940–2022), deutscher Opernsänger (Bass)
- Halemai, Mylène (* 2001), französische Tennisspielerin
- Halemba, Andrzej (* 1954), polnischer Geistlicher, Missionar, Übersetzer
- Halemba, Daniel (* 2001), deutscher Politiker (AfD)

### Halen
- Halén, Anton (* 1990), schwedischer Handballspieler
- Halen, Hermannus van (1633–1701), niederländischer reformierter Theologe
- Halen, Theodorus Josephus van (1803–1860), niederländischer Mediziner und praktischer Arzt in Roermond
- Halenár, Juraj (1983–2018), slowakischer Fußballspieler
- Halenbeck, Lüder (1841–1895), deutscher Pädagoge, Heimatforscher und Schriftsteller
- Halenke, Gustl (1930–2022), deutsche Schauspielerin und Hörspielsprecherin
- Halenza, Ada (1900–1990), deutsche Autorin, die in Bremer Dialekt schrieb

### Halep
- Halep, Simona (* 1991), rumänische TennisspielerinSimona Halep (* 1991)

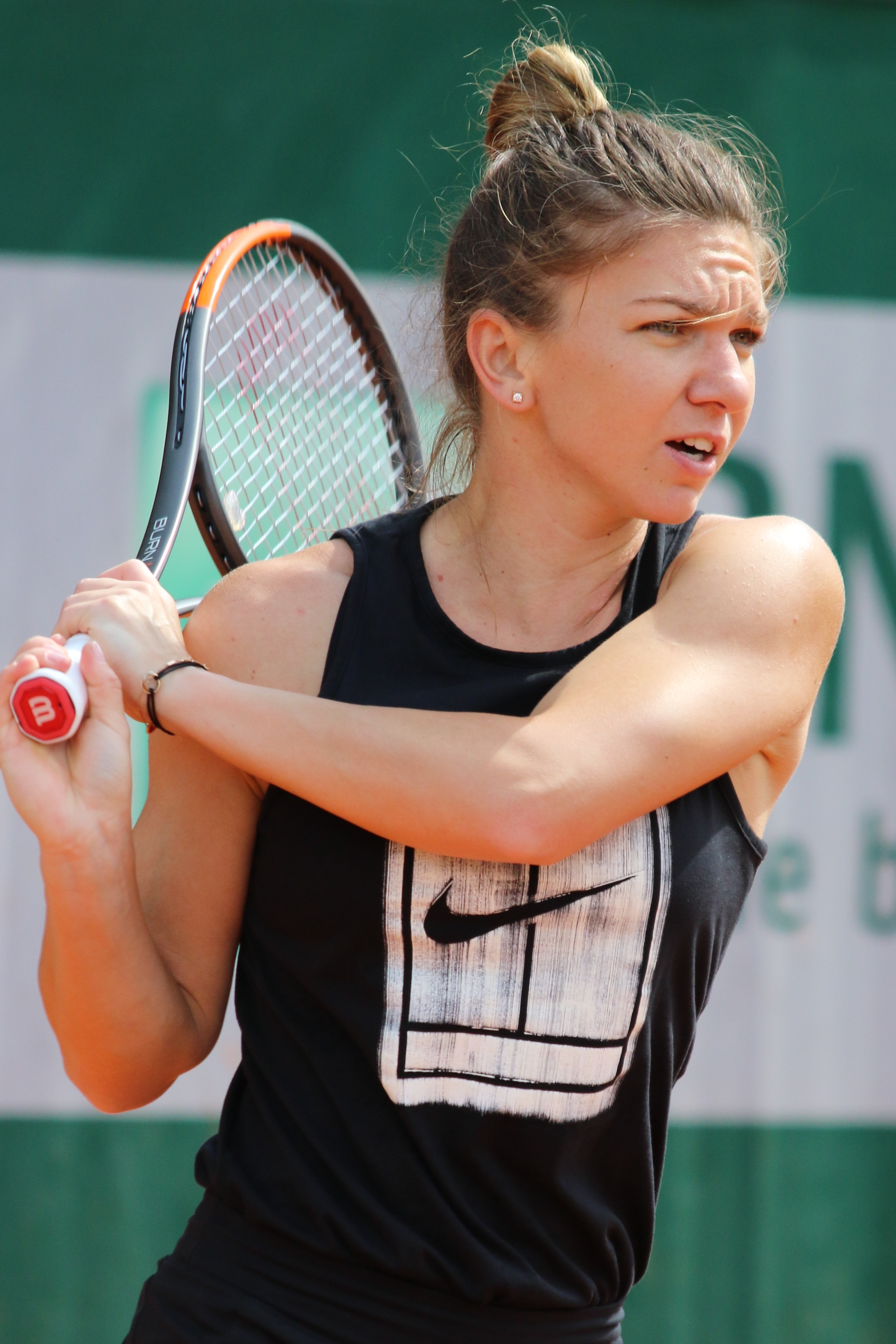
Simona Halep (* 1991)

- Halepaghe, Gerhard (1420–1485), deutscher Geistlicher, Buxtehuder Gelehrter

### Hales
- Hales, Alex (* 1989), englischer Cricketspieler
- Hales, Alfred W. (* 1938), US-amerikanischer Mathematiker
- Hales, Bruce David (* 1953), australischer Geschäftsmann, Leiter der Raven-Brüder
- Hales, Chris (* 1976), US-amerikanischer Badmintonspieler
- Hales, Derek (* 1951), englischer Fußballspieler
- Hales, Diane (* 1948), US-amerikanische Badmintonspielerin
- Hales, John († 1572), englischer Politiker und Schriftsteller
- Hales, John (1584–1656), englischer Theologe und Wissenschaftler
- Hales, John Stephen (1922–2002), australischer Leiter der Raven-Brüder
- Hales, Jonathan (* 1937), britischer Dramatiker und Drehbuchautor
- Hales, Nathan (* 1996), britischer Sportschütze
- Hales, Robert, US-amerikanischer Grafiker und Musikvideo-Director
- Hales, Robert († 1381), Prior des Johanniterordens und Lord High Treasurer Englands
- Hales, Robert D. (1932–2017), US-amerikanischer Apostel der Kirche Jesu Christi der Heiligen der Letzten Tage
- Hales, Stan (* 1942), US-amerikanischer Badmintonspieler und Mathematiker
- Hales, Stephen (1677–1761), englischer Physiologe und PhysikerStephen Hales (1677–1761)

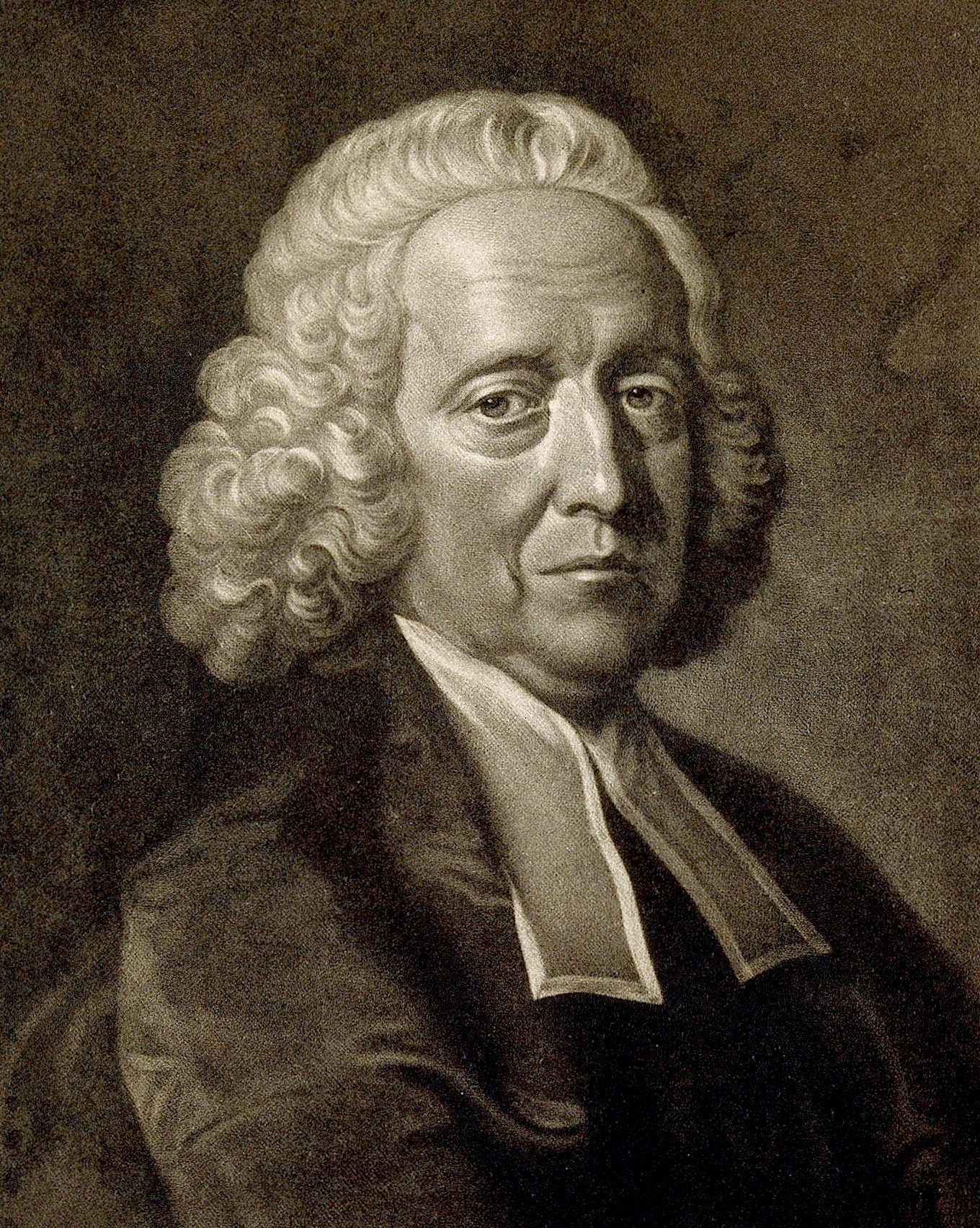
Stephen Hales (1677–1761)

- Hales, Steve, US-amerikanischer Spieleprogrammierer
- Hales, Thomas (* 1958), US-amerikanischer Mathematiker und Mellon-Professor für Mathematik an der University of Pittsburgh

### Halet
- Halet, Clément (* 1984), französischer Fußballspieler
- Haletschko, Sofija (1891–1918), ukrainische Krankenpflegerin und Unteroffizierin
- Haletzki, Paul (1911–2000), deutscher Kapellmeister und Komponist

### Halev
- Haleva, İshak (1940–2025), türkischer Großrabbiner
- Halevi, Benjamin (1910–1996), israelischer Richter und Politiker (Cherut)
- Halevi, Moses (1826–1910), Großrabbiner der Türkei in Konstantinopel (1872–1909)
- Halevi, Odelya, israelische Schauspielerin
- Halevi, Yossi Klein (* 1953), israelischer Autor und Journalist
- Halévy, Daniel (1872–1962), französischer Essayist und Historiker
- Halevy, Efraim (* 1934), israelischer Geheimdienstchef und Politiker
- Halévy, Élie († 1826), französischer Dichter und Autor
- Halévy, Fromental (1799–1862), französischer Komponist und Musikpädagoge
- Halévy, Geneviève (1849–1926), französische Salonière
- Halevy, Isaac (1847–1914), Judaist und Rabbiner
- Halévy, Joseph (1827–1917), französischer Orientalist und Afrikareisender
- Halévy, Léon (1802–1883), französischer Schriftsteller
- Halévy, Ludovic (1834–1908), französischer Bühnenschriftsteller

### Halew
- Halewi, Herzi (* 1967), israelischer Generalmajor, Chef des Militärgeheimdienstes Aman und Kommandeur des israelischen SüdkommandosHerzi Halewi (* 1967)

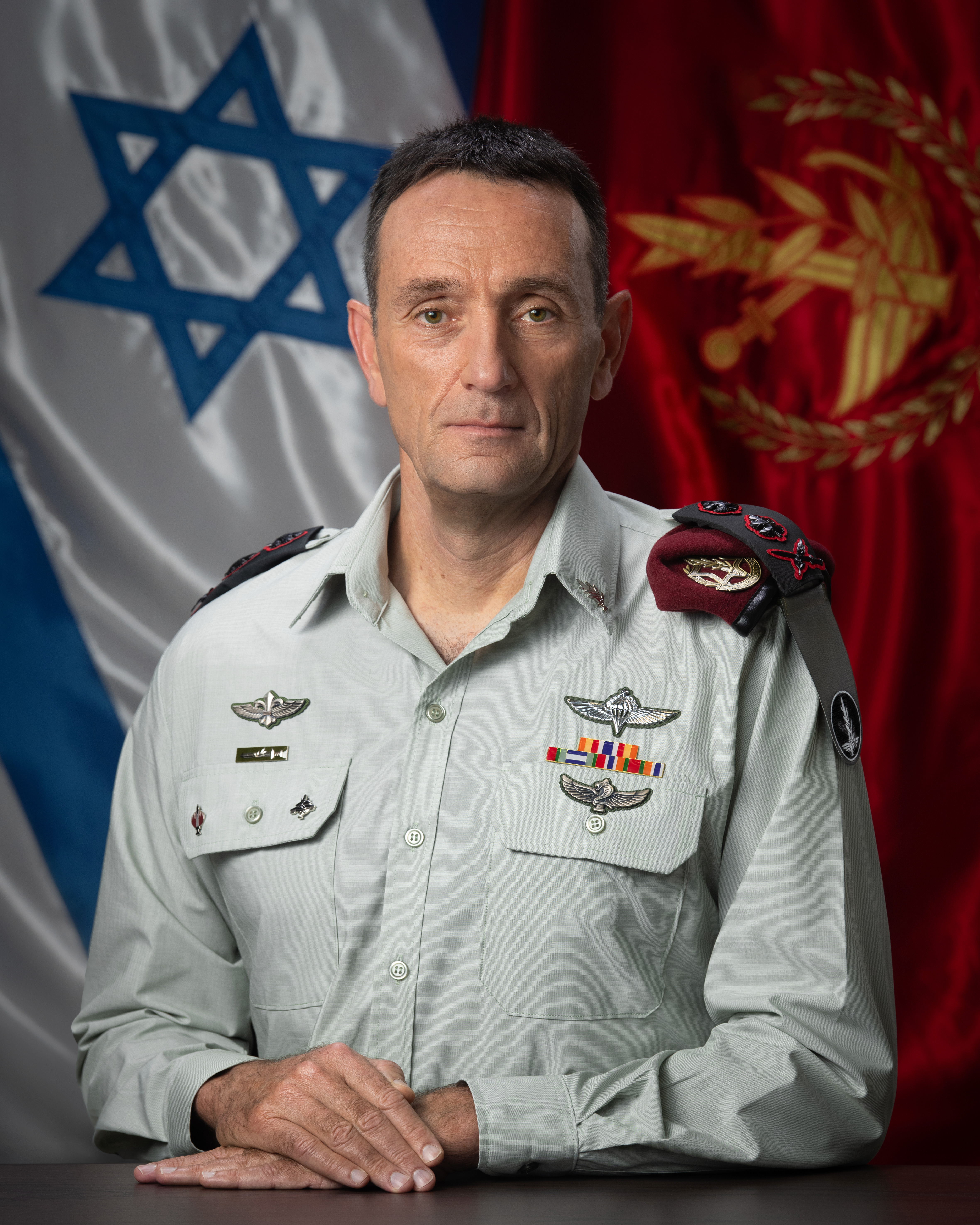
Herzi Halewi (* 1967)

- Halewi, Meir Jitzchak (* 1953), israelischer Politiker, Bürgermeister von Eilat
- Halewitsch, Brigitte (* 1940), deutsche Künstlerin und Autorin

### Haley
- Haley, Alex (1921–1992), US-amerikanischer Schriftsteller
- Haley, Bill (1925–1981), US-amerikanischer Rock-’n’-Roll-Musiker
- Haley, Boyd (* 1940), US-amerikanischer Chemiker
- Haley, Cassidy (* 1980), US-amerikanischer Sänger, Songwriter und Modedesigner
- Haley, Charles (* 1964), US-amerikanischer American-Football-Spieler
- Haley, Elisha (1776–1860), US-amerikanischer Politiker
- Haley, Ernest (1885–1975), britischer Leichtathlet
- Haley, Jack (1897–1979), US-amerikanischer Schauspieler
- Haley, Jackie Earle (* 1961), US-amerikanischer Schauspieler und FilmregisseurJackie Earle Haley (* 1961)

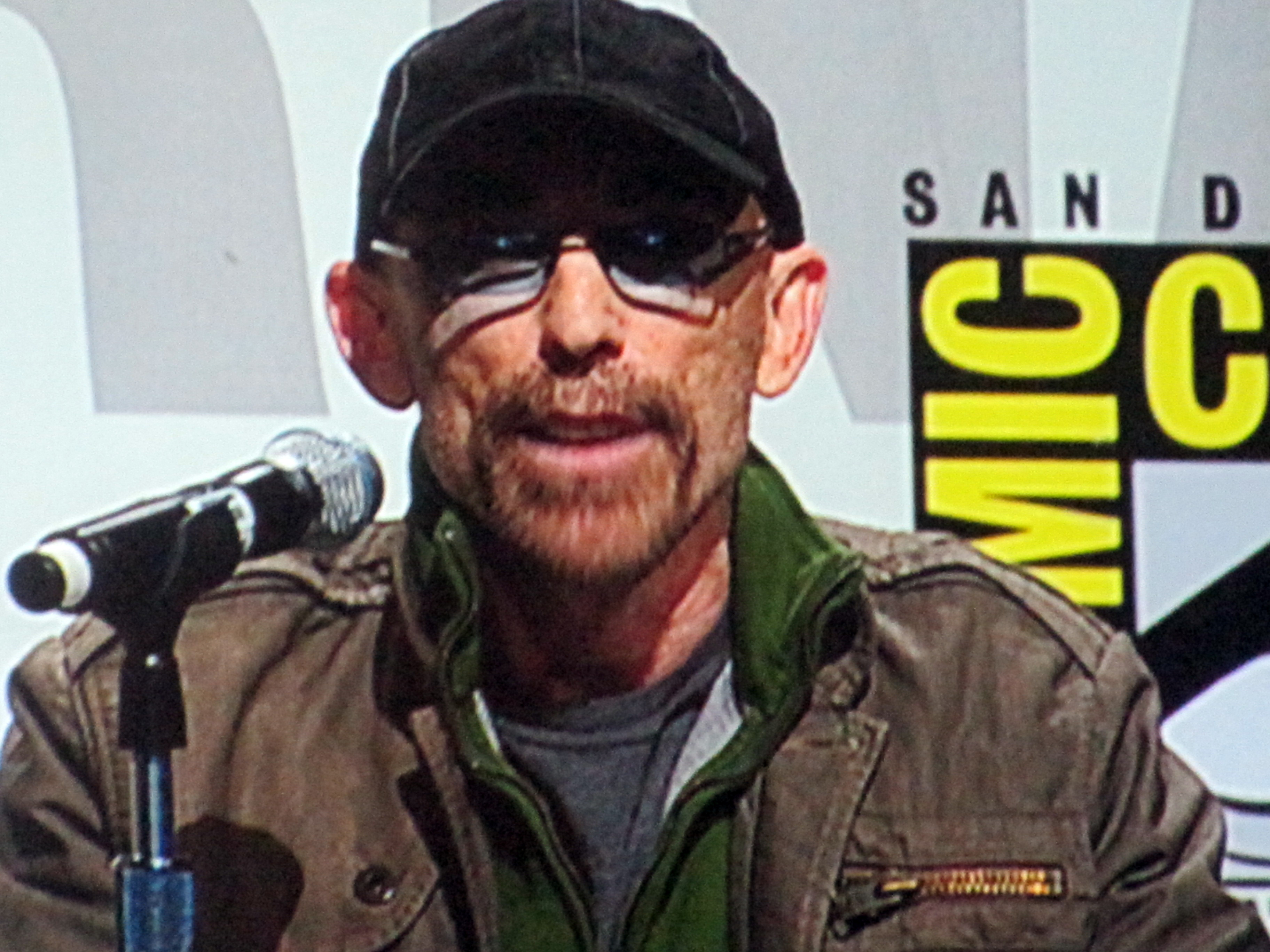
Jackie Earle Haley (* 1961)

- Haley, James A. (1899–1981), US-amerikanischer Politiker
- Haley, Jay (1923–2007), US-amerikanischer Psychiater und Familientherapeut
- Haley, Joe (1913–1997), kanadischer Hochspringer
- Haley, Leroy (1954–2018), US-amerikanischer Boxer im Halbweltergewicht
- Haley, Micheal (* 1986), kanadischer Eishockeyspieler und -trainer
- Haley, Nikki (* 1972), US-amerikanische Politikerin
- Haley, Roddie (1965–2022), US-amerikanischer Sprinter